# Dingeman Jacobus Oggel
Dingeman Jacobus Oggel (Axel, 5 januari 1847 - Bergen op Zoom, 22 februari 1916) was burgemeester van Axel tussen 1890 en 1908.

## Persoonlijk leven
Hij was de zoon van Jan Pieter Oggel (1805-1856) en diens tweede vrouw Krina van Zuijen (1820-1906). Hij was koopman en grossier van beroep. Hij trouwde in 1868 met Geertrui Bakker (1848-1930). Zij kregen 6 kinderen.
Zijn vader was tussen 1851 en 1856 wethouder van Axel en fungeerde in die tijd ook weleens als burgemeester. Zijn zoon Jacobus Marinus Oggel (1874-1952) was lid van de gemeenteraad van Axel tussen 1910 en 1939, vanaf 1919 wethouder. Ook een zoon van de laatste, opnieuw een Dingeman Jacobus Oggel (1907-1986) was vanaf 1953 lid van de gemeenteraad van Axel, en tussen 1970 en 1974 wethouder. Een achterkleinzoon van de burgemeester, ook een Dingeman Jacobus Oggel (geboren 1947) was eveneens jarenlang lid van de gemeenteraad van Axel, en na de opheffing van deze gemeente per 1 januari 2003, van Terneuzen.

## Politiek leven
Hij werd in 1881 gekozen tot lid van de gemeenteraad van Axel voor de ARP, in 1885 werd hij gekozen tot wethouder. Hij werd bij Koninklijk Besluit van 7 september 1890 benoemd tot burgemeester en hij bleef dat tot 1908. Tijdens zijn burgemeesterschap sprak hij namens de Axelse bevolking in 1907 het koninklijk paar toe dat Axel passeerde bij een bezoek aan Zeeland tussen 12 en 14 september.
Hij was tevens tussen 1886 en 1907 lid van Provinciale Staten van Zeeland.

### Vervallenverklaring lidmaatschap van de gemeenteraad (1883)
Eind 1882 werd Oggel geschorst als lid van de gemeenteraad. Dit gebeurde na een aanklacht over de levering van petroleum door Oggel aan de gemeente voor straatverlichting. Even later besliste gedeputeerde staten van Zeeland na hem gehoord te hebben, zijn gemeenteraadslidmaatschap vervallen te verklaren. Oggel ging tegen dit besluit in beroep bij de Raad van State. Het beroep werd toegelicht in de openbare vergadering van 15 februari 1883. In de vergadering van 17 mei 1883 deed de Raad van State uitspraak en verklaarde het beroep ongegrond en handhaafde het besluit van de Zeeuwse gedeputeerde staten. Bij Koninklijk Besluit van 3 mei 1883 was intussen zijn lidmaatschap vervallen verklaard wegens overtreding van artikel 24, derde lid van de Gemeentewet; dit betekende ook dat hij twee jaar lang, conform artikel 26 van de Gemeentewet, niet verkiesbaar was voor de gemeenteraad. Bij een daaropvolgende herstemming werd hij niettemin herkozen. In de daaropvolgende jaren werd hij, vanaf 1885, steeds opnieuw herkozen.

## Familierelaties
- Jan Pieter Oggel (1805-1856), wethouder van Axel (1851-1856)
  - Dingeman Jacobus Oggel (1847-1916), lid gemeenteraad van Axel (1881-1882, 1885-1908), wethouder aldaar (1885-1890), burgemeester aldaar (1890-1908), lid van Provinciale Staten van Zeeland (1886-1907)
    - Jacobus Marinus Oggel (1874-1952), lid gemeenteraad van Axel (1910-1939), wethouder aldaar (1919-1939)
      - Dingeman Jacobus Oggel (1907-1986), lid gemeenteraad van Axel (1953-), wethouder aldaar (1970-1974), zilveren Poolse Kruis van Verdienste met de zwaarden (1947), Ridder in de Orde van Oranje-Nassau (1982)
      - Meertinus Oggel (1909-1989), ambtenaar en waarnemend gemeentesecretaris van Axel (1937-1972), Eremedaille in goud [thans: Lid] in de Orde van Oranje-Nassau (1971)
        - Jacobus Marinus Oggel (1943), Lid in de Orde van Oranje-Nassau (2012)
        - Dingeman Jacobus (Dick) Oggel (1947), lid gemeenteraad van Axel (1998-2002)[6] en na het opgaan van Axel in de gemeente Terneuzen van die laatste plaats (2003-2007)

    - Egbert Christiaan Oggel (1881-1972)
      - Dingeman Jacobus Oggel (1910-1970)
        - Johannes Oggel (1947), lid gemeenteraad van Deventer (2002-2012)